# Manuel Giménez Fernández
Manuel Giménez Fernández (Sevilla, 6 de maig de 1896 -27 de febrer de 1968) va ser un advocat i polític espanyol. Catedràtic de dret canònic en la Universitat de Sevilla des de 1934, aquest mateix any va iniciar la seva carrera política com a regidor a l'Ajuntament sevillà, on va arribar a ser-hi tinent d'alcalde.
En proclamar-se la II República participà en les eleccions de 1933 resultant escollit per la circumscripció de Badajoz després d'això s'integrà a la CEDA, dins la qual es posicionà en la seva ala més liberal i progressista. Ministre d'Agricultura entre el 4 d'octubre de 1934 i el 3 d'abril de 1935 en el govern presidit per Alejandro Lerroux la seva política de moderades reformes forcessin la seva dimissió. Va dimitir a causa d'una proposta de la Llei de Reforma Agrària. Segons Hugh Thomas, les seves idees humanitàries li havien valgut el sobrenom d'"el Bolxevic Blanc" en els cercles monàrquics i el seu costum d'invocar encícliques papals per defensar els seus projectes enfuriava molts.
En les eleccions de 1936 va ser novament elegit diputat a Corts, en aquesta ocasió per la circumscripció de Segòvia. Malgrat la seva afiliació política, no donà suport al cop d'estat del 18 de juliol de 1936, la qual cosa va estar a punt de costar-li la vida. Giménez estava a la localitat andalusa de Chipiona quan va esclatar la Guerra Civil, i milicians falangistes i carlistes el van amenaçar de mort. Va ser el general Queipo de Llano qui va acabar amb aquesta situació. Agraït a Queipo, Giménez es va comprometre a no contactar amb José María Gil-Robles y Quiñones, la qual cosa va suposar la seva neutralització política fins a 1943, any en el qual el general el va alliberar del seu compromís.
Posteriorment es va distanciar políticament de Gil Robles, la qual cosa va donar lloc al fet que creés la petita Unió Demòcrata Cristiana, un partit demòcrata cristià d'oposició al govern de Franco situat una mica més a l'esquerra que la Democràcia Social Cristiana del seu antic cap de files. Entre 1950 i 1956, aprofitant la seva qualitat de membre de l'ACNP, va mantenir contactes amb altres polítics d'orientació demòcrata cristiana i el 1947 va fundar el grup Izquierda Demócratica Cristiana (IDC) el qual dirigí fins a la seva mort.

## Obra com a historiador
En el seu vessant d'historiador es declarava teista, interpretant alguns esdeveniments històrics com a premis o càstigs del Déu cristià.